# Farid Boudjellal
Farid Boudjellal (* 12. März 1953 in Toulon) ist ein französischer Comicautor und -zeichner.

## Leben und Werk

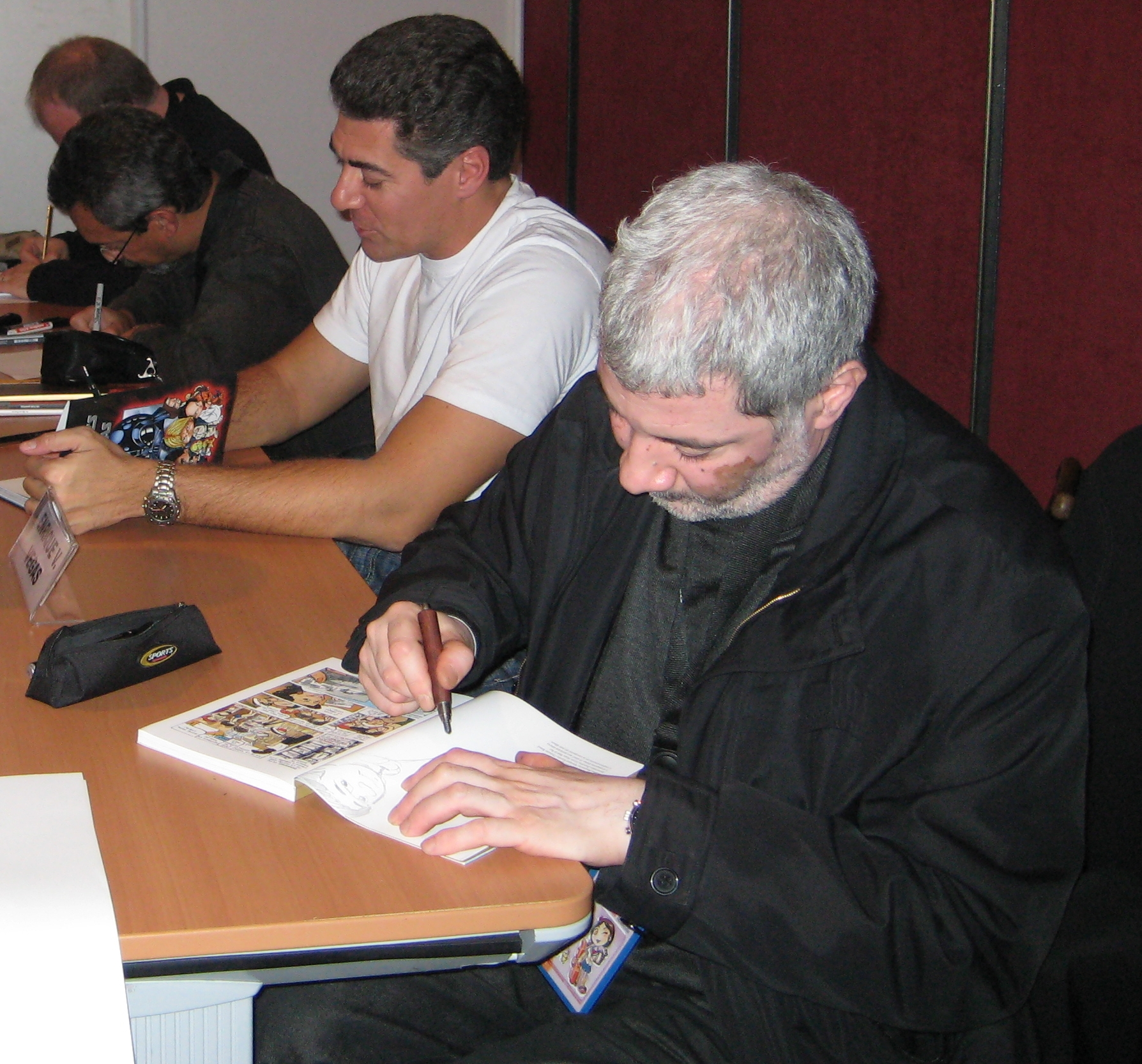
Farid Boudjellal

Boudjellal stammt aus einer algerischstämmigen Familie und wuchs in Südfrankreich auf. Mit acht Jahren erkrankte er an Kinderlähmung. Nach Schule und Universität veröffentlichte er 1978 erstmals Comicstrips in den Magazinen Circus und Charlie Mensuel. Sein erstes Album Le Oud erscheint bald darauf bei Futuropolis. Seine Hauptthemen sind Migration, Behinderung und der Nahostkonflikt. In Deutschland wurde er vor allem mit drei Bänden der Serie Jude-Araber bekannt. Henryk M. Broder verwendete eine Zeichnung daraus als Cover für sein Buch Die Irren von Zion. 1998 begann Boudjellal mit der autobiographisch inspirierten Reihe Petit Polio. Boudjellal ist auch der Zeichner des französischen Polit-Comics Die Präsidentin (2015–2017; s/w).